# Липневі дні 1917
Липневі дні (рос. июльские дни) — події, що мали місце в Петрограді 3-7 (16-20) липня 1917, коли солдати, матроси та робітники здійснювали стихійні озброєні демонстрації проти Тимчасового уряду Росії.
У порівнянні з демонстраціями Лютневої революції настрій демонстрантів був більш злим і похмурим.
Тимчасовий уряд звинуватив більшовиків у насиллі, викликаному Липневими днями та піддав їхню партію репресіям. Володимир Ленін втік у Фінляндію, а Лев Троцький опинився серед заарештованих.
Результатом Липневих днів стало тимчасове зниження росту влади та впливу більшовиків.

## Передумови

### Ріст підтримки більшовиків
У квітні 1917 року Ленін опублікував свої квітневі тези, в яких заявив, що пролетаріат повинен повалити буржуазію. Незважаючи на те, що початково тези викликали обурення, ідея Леніна про збройне повстання пролетаріату ставала все більш популярною. До липня рядові більшовики, зокрема, говорили про повалення Тимчасового уряду, який вони вважали буржуазним.
Згодом після звернення Леніна була опублікована дипломатична нота про те, що Тимчасовий уряд підтримує продовження війни, хоча публічно він заявив про інше. У результаті відбулися масові демонстрації невдоволення. Після цих демонстрацій Тимчасовий уряд, який тоді складався, в основному, з лібералів, ввів до свого складу есерів, створивши коаліційний уряд. Відмовившись брати участь у коаліції, більшовики були єдиною соціалістичною фракцією, яка пройшла подію, відому як Квітнева криза, без негативного зв'язку з продовженням участі Росії у війні. У результаті більшовики зібрали велику підтримку з боку солдатів, котрі все більше розчаровувались Тимчасовим урядом.
Після подій квітня партія більшовиків отримала підтримку перш за все солдатів і робітників, оскільки більшовики були досить критичними до Тимчасового уряду. Селяни в більшості своєму підтримували есерів, котрі більше зосередились на питанні земельної реформи та розподілу землі.
Спільною змовою для пояснення причин, з якими зіштовхнулися Росія, була саботаж від «контрреволюціонерів», чиє визначення змінювалося у залежності від обвинувача. Більшовики взяли соціалістичні антикапіталістичні настрої і висунули підозри до британських і французьких союзників як один зі способів пояснити, чому «буржуазний» уряд продовжує участь Росії у непопулярній війні. Ріст невдоволення з бездіяльністю Тимчасового уряду відносно земельної, промислової реформи, припинення війни і нестачі продовольства призвів до збільшення попиту на соціалістичний уряд. Вимоги, пов'язані з популярним гаслом «Вся влада Радам», посилились за підтримки більшовистської партії і ленінських Квітневих тез.

### Наступ Керенського
В кінці червня 1917 року, намаюгаючись збільшити підтримку війни шляхом одержання тріумфу у битві, тодішній військовий міністр Олександр Керенський віддав наказ про військовий наступ на Східному фронті.
Наступ почався 18 червня (1 липня) 1917 року й тривав до 6 (19) липня 1917 року, що збіглось з Липневими днями. Російські солдати спочатку перемагали австро-угорські війська, яких вони зненацька заскочили, проте згодом німецькі війська почали контрнаступ, який знищив російську армію. Новину про наступ зустріли вдома з великою немилістю і невдоволенням, створюючи протилежний ефект від того, що планував уряд. Замість того, щоб виразити підтримку Тимчасовому уряду, на фронті тривали заворушення й росло невдоволення урядом і його згубною політикою.
Єдиною політичною фракцією, яка виступала проти наступу, були більшовики.

### Урядова криза
Напередодні Липневих днів у Тимчасовому уряді відбулась криза — низка міністрів-кадетів пішла у відставку на знак протесту проти поступок, допущених урядовою делегацією на переговорах з Українською Центральною Радою.
Ліберальна партія кадетів, перед провалами уряду, критикувала його неефективну політику і невдачі у вжитті заходів. 2 (15) липня чотири міністри-кадети на знак протесту вийшли з коаліційного уряду, у результаті чого Тимчасовий уряд складався в основному з поміркованих лівих соціалістів. Прем'єр-міністр Георгій Львов оголосив, що він планує до 7 (20) липня піти у відставку, чим ще більше розпалив кризу.

## Демонстрації
Вранці 3 (16) липня 1917 року Перший кулеметний полк планував демонстрації, які повинні були відбутися пізніше у цей же день. За допомогою більшовицьких активістів вони обрали комітет, який допомагав розподіляти ресурси і збирати підтримку. Ввечері у Петрограді почались демонстрації. На чолі з Першим кулеметним полком озброєні солдати йшли по вулицям у бік Таврійського палацу, з робітничими й іншими солдатськими підрозділами, котрі швидко приєднувалися. Демонстранти пройшли під гаслом «Вся влада Радам», вимагаючи, щоб вони не лише захопила, а і використала свою владу. Впродовж дня солдати стріляли своїми гвинтівками у повітря й командували транспортними засобами.
Протести тривали й наступного дня, 4 (17) липня, в яких взяли участь ще більше солдатів і робітників, в тому числі підрозділ з найближчої військово-морської бази. Протестувальники також стали більш жорстокими, ламаючи і стріляючи у квартири й нападаючи на багатих перехожих. Натовп за межами Таврійського палацу вимагав урядових представників, а лідери Петроградської Ради відправили Віктора Чєрнова. Коли він намагався заспокоїти натовп, люди замість цього схопили його, а один протестуючий гучно крикнув: «Бери владу, сучий сину, коли вам дають!» Натовп продовжував утримувати Чєрнова у заручниках, поки Троцький не пробрався крізь людей, закликаючи їх звільнити людину, що вони й зробили.
Протестувальники, більшість з яких складали прихильників більшовиків, намагались здобути підтримку від партії більшовиків. Але коли вони зібрались біля штаб-квартири більшовиків, Ленін спочатку відмовився їх бачити. Врешті-решт він просто дав їм коротку промову, проте відмовився надати їм підтримку, а партія більшовиків згодом після цього припинила підтримку. Без керівництва для їх підтримати, протестувальники згодом розійшлись.
Опівночі 3 (16) липня лідери Петроградської Ради скликали закрите засідання, і консенсус склався у тому, що вони не будуть під тиском брати владу. Вони також почали звинувачувати більшовиків у демонстраціях, хоча неясно, чи дійсно партія більшовиків фактично їх здійснили чи була просто раптовими демонстраціями, які включали прихильників більшовиків. У будь-якому випадку більшовики відмовились відкрито підтримати демонстрації.
Військова влада направила війська проти демонстрантів, що призвело до численних арештів і, можливо, кілька сотень смертей через насильство на вулицях. Соціалісти-революціонери і меншовики підтримали каральні заходи проти повстанців. Вони почали роззброювати робітників, розпускати революційні військові частини й проводити арешти. 5-6 (18-19) липня були знищені редакція і типографія «Правди» й штаб-квартира ЦК більшовиків. 7 (20) липня Тимчасовий уряд видав наказ про арешт Леніна, котрий був змушений піти у підпілля. 8 (21) липня війська, вірні уряду, прибули з фронту у Петроград.

## Роль більшовиків

### Більшовицьке керівництво
Під час Липневих днів провід більшовиків складався з Володимира Леніна, який грав головну роль, а також з Лева Троцького, Григорія Зінов'єва і Лева Каменєва. Відповідальність керівництва в цих подіях все еще є предметом дискусій, так як і в більшовиків і в Радах були періоди невизначеності в їх участі. Протестувальники, які складалися в основному зі солдат, матросів і фабричних робітників, були численними, проте слабкими при головуванні більшовиків і Рад. Більшовики хоч і висували гасла на кшталт «Вся влада Радам», але Липневі дні не ставили за мету передання влади Леніну. При наявному політичному досвіді і популістських гасел «Землі, хліба, миру», підтримка більшовиків була недостатньо сильною для того, щоб вони стали могутнім лідером одразу після Липневих днів, особливо поруч з Тимчасовим урядом, який намагався знизити рівень прихильності населення до них обвинуваченням у шпигунстві на користь Німеччини. Хоч і існували суперечності між намірами керівників більшовицької фракції, керівництво, здавалось, не брало владу, хотіло вони цього чи ні.

### Внутрішні конфлікти
Деякі більшовики бачили небезпеку в демонстраціях, тому що вважали, що вони могли викликати відповідні дії їхніх політичних суперників, які намагалися попередити ці заходи, тому Центральний Комітет більшовиків намагався стримувати підтримку демонстрацій. Проти декларацій ЦК, коли вони виступали за демонстрації, виступали більшовицька військова організація та Петроградський комітет. Друкований орган «Правда» замість підтримки ЦК публікував дописи на користь заворушень. Вони відповідали баченню Леніна, військової організації та комітету; Центральний Комітет врешті-решт в розпал демонстрацій проявив змішане бачення щодо них. Рішення щодо відміни демонстрацій у Петрограді було прийнято на засіданні ЦК 5 (18) липня о 2-3 годині ночі за участю Леніна; в цей же день рішення опублікувало «Правда».

### Більшовики і Тимчасовий уряд
На думку Троцького, напруженість між більшовиками і Тимчасовим урядом посилилась після того, коли інцидент за участю більшовицьких діячів Луначарського і Троцького показав явну підтримку останньої групи демонстрантів, що відправлялась на фронт під час прощальної зустрічі в Домі народів. Троцький зображав кожну сторону як такі, що намагалися представити один одного у негативному світлі. Тимчасовий уряд намагався всіляко блокувати дії більшовиків і зменшити їхню владу не лише шляхом арешту більшовицьких лідерів, а й обмежуючи їхню публічну діяльність, зокрема забороняючи друкування «Правди». Тимчасовий уряд скористався поширеними у суспільстві розмовами про участь більшовиків у насиллі під час Липневих днів, щоб вжити заходів з ослаблення більшовиків.

## Наслідки
Тимчасовий уряд зіштовхнувся з кризою з кількома відставками, зокрема голови уряду Львова. 8 (21) липня Тимчасовий уряд очолив колишній воєнний міністр Олександр Керенський.
В цілому, насильницький характер демонстрацій і неоднозначна діяльність більшовиків звернули проти них суспільну думку. Ставши головою уряду, Керенський хотів відновити центральний уряд як сильну владу, тому у відповідь на Липневі дні він почав вживати заходів щодо відновлення громадського порядку. Це включало наказ про арешт більшовицьких лідерів за їхню (вірогідну) відповідальність за насильство.
Ленін успішно уник арешту, спочатку переховуючись на квартирі Веніаміна Каюрова, а згодом відправився до Фінляндії. Решта більшовиків була арештована, зокрема Троцький, Каменєв, Луначарський. Влітку 1917 року Троцький став головним прихильником більшовицьких ідей, навіть писав до більшовицьких газет. Більшовики залишались у в'язниці, поки Керенський не звільнив їх після Корніловського заколоту.
З метою відновлення порядку уряд також більш широко обмежив права і свободи; були тимчасово заборонені вуличні ходи, уряд санкціював закриття будь-якої газети, яка виступала за військові заворушення. 12 (25) липня Керенський відновив смертну кару для солдат-заворушників, дезертирів на Східному фронті, що отримало підтримку консерваторів, хоча сам Керенський був давно пов'язаний з есерами.
15 (28) липня уряд провів урочисті поховання солдатів-козаків, які загинули під час Липневих днів.
18 (31) липня Тимчасовий уряд переїхав до Зимового палацу, а Петроградська Рада перемістилася з Таврійського палацу до Смольного.
Більшовики булі розігнані. Придушення демонстрацій та зміна уряду призвело до закінчення двовладдя. Новий уряд Керенського, який складався з есерів і меншовиків, у відповідь на демонстрації став на консервативний шлях.